# Fara Williams
Fara Tanya Franki Williams Merrett MBE, professionellt känd som Fara Williams, född 25 januari 1984 i London, är en engelsk tidigare fotbollsspelare (mittfältare).
2001–2019 spelade Williams för Englands landslag i fotboll. Hon debuterade för landslaget i en match mot Portugal den 24 november 2001. Williams spelade 177  matcher med laget och är den som spelat flest fotbollslandskamper för Englands damlag. 
Fara Williams var en del av Englands trupp i VM i Kanada år 2015. Hon gjorde det avgörande målet i bronsmatchen mot Tyskland, på straff i förlängningen, den första medalj England någonsin tagit i en VM-turnering. Totalt gjorde Williams tre mål i turneringen, samtliga på straff.
2012–2015 spelade Williams i det engelska klubblaget Liverpool LFC. Därefter spelade hon två år i Arsenal WFC och avslutade karriären genom spel i Reading FC 2017–2021.
Under sju år i början av sin fotbollskarriär var Wiliams hemlös. Hon var från december 2015 och under en kort period gift med klubbkamraten i Everton, Amy Kane. 2016 mottog hon Brittiska Imperieorden MBE för förtjänster inom kvinnlig fotboll.